# Herten-Mitte

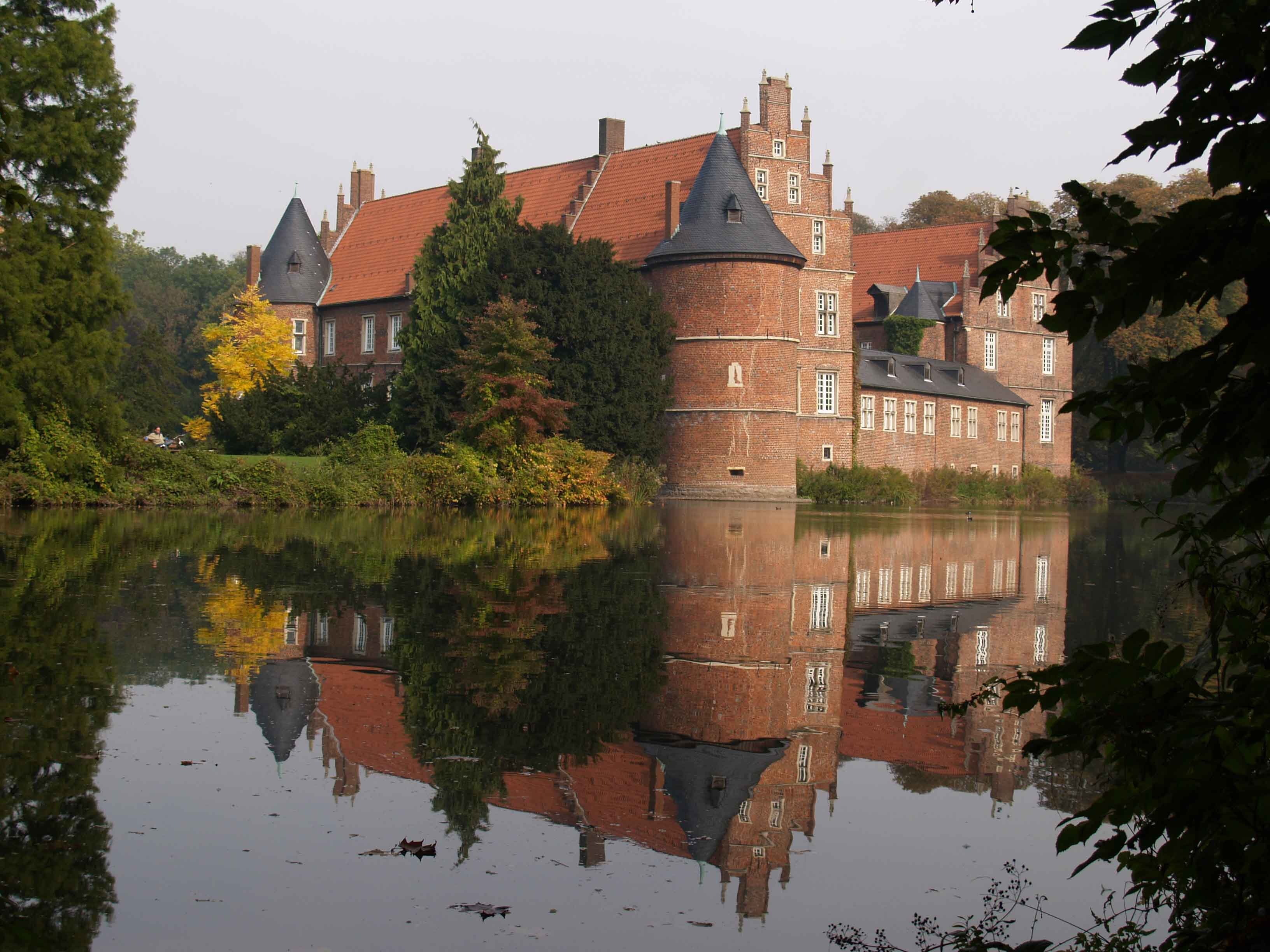
Schloss Herten

Herten-Mitte ist der nominell zentrale Stadtteil von Herten, Kreis Recklinghausen, Nordrhein-Westfalen, reicht jedoch, vom alten Zentrum der Stadt ausgehend, schlauchförmig nach Westen bis Gelsenkirchen-Resse und nach Osten bis Recklinghausen-Stuckenbusch. Er enthält in der Hauptsache den mittleren Teil von „Alt“-Herten in den Grenzen bis 1926, dessen Nordteil den Stadtteil Paschenberg und dessen Südteil das ebenfalls beiderseits bis zur Stadtgrenze reichende Herten-Süd bildet. Überdies enthält der Stadtteil im Westen den Hauptwohnplatz der ehemaligen Bauerschaft Ebbelich, die, anders als die gleichzeitig aus Recklinghausen-Land eingemeindeten Bauerschaften Disteln, Scherlebeck und Langenbochum, keinen Stadtteil gründete; der Nordteil von Ebbelich bildet heute den Westen von Paschenberg.
In Mitte liegen insbesondere Schloss Herten und St. Antonius, die katholische Hauptkirche der Stadt. Ferner liegen im Schlosspark die LWL-Klinik Herten und das Hospital St. Elisabeth sowie westlich davon der Adelssitz Haus Sienbeck. Im Südosten des Stadtteils lag Schacht 5 der Zeche Ewald.

## Lage
Nach Westen und Osten ist Mitte durch die Stadtgrenze, nach Norden zu Paschenberg und Disteln durch die Eisenbahntrasse scharf abgegrenzt. Die Grenze zu Süd verläuft unmittelbar südlich der beiden zentralen Friedhöfe, für Details siehe Herten-Süd#Lage.

## Gliederung und Teilflächen
Herten-Mitte ist, ähnlich wie Süd, nach Westen und Osten gepuffert durch Park- und Waldlandschaften. Folgende Teilflächen ergeben sich von West nach Ost:
- Wohnplatz Ebbelich bzw. Ebbelich-Süd (0,33 km²)
- Haus Sienbeck, Kliniken und Schlosspark (1,09 km²)
- eigentliches Siedlungsgebiet (1,78 km²), den Alten Friedhof eingerechnet
- Waldfriedhof (0,28 km²)
- Spanenkamp (0,91 km²), die nordöstliche Fortsetzung des bekannteren Katzenbusch, inklusive des Geländes der Zeche Ewald, Schacht 5

Die Teilflächen addieren sich auf zu 4,39 km², also etwa 4,4 km². Damit ist Mitte nach der deutlich größeren Hertener Mark und Scherlebeck und noch knapp vor Herten-Süd der drittgrößte Stadtteil. In der Einwohnerzahl liegt er mit gut 8700 Einwohnern ebenfalls auf Platz 3 hinter Süd und Westerholt, die allerdings mit über und um 11.000 EW merklich höher liegen.
Berücksichtigt man, dass Ebbelich nur wenige und die Parks und Wälder fast oder gar keine Einwohner haben, und rechnet die Einwohnerzahl auf die tatsächliche Siedlungsfläche um, kommt man auf eine Einwohnerdichte von etwa 4900 EW pro km². Eine höhere Einwohnerdichte hat in Herten nur Süd bzw. dort vor allem der Westen der Besiedlung. Die Ausländerquote liegt mit 21,21 % deutlich über dem Durchschnitt der Stadt (15,68 %) und ähnlich hoch wie in Paschenberg und im Osten von Süd, jedoch unter der des Westens von Süd (25,47 %).

## Verkehr
Herten-Mitte wird von zahlreichen VRR-Buslinien der Vestischen Straßenbahnen und der S-Bahn Rhein-Ruhr bedient. Haupthaltestellen sind der ZOB Herten Mitte, Herten Rathaus und der S-Bahn Haltepunkt Herten (Westf).
| Linie | Verlauf | Takt (Mo–Fr)                                            |
| ----- | --- | ------------------------------------------------------- |
| S 9   | Recklinghausen Hbf – Herten (Westf) – Gladbeck West – Bottrop-Boy – Bottrop Hbf – E-Dellwig Ost – E-Gerschede – E-Borbeck – E-Borbeck Süd – Essen West – Essen Hbf – E-Steele – E-Überruhr – E-Holthausen – E-Kupferdreh – Velbert-Nierenhof – Velbert-Langenberg – Velbert-Neviges – Velbert-Rosenhügel – Wülfrath-Aprath – W-Vohwinkel – W-Sonnborn – W-Zoologischer Garten – W-Steinbeck – Wuppertal Hbf – W-Unterbarmen – W-Barmen – W-Oberbarmen – W-Langerfeld – Schwelm West – Schwelm – Gevelsberg West – Gevelsberg-Kipp – Gevelsberg Hbf – Gevelsberg-Knapp – HA-Westerbauer – HA-Heubing – HA-Wehringhausen – Hagen Hbf Stand: Fahrplanwechsel Dezember 2023 | 60 min                                                  |
| SB27  | Marl Mitte – Friedhof Alt-Marl – Herten-Langenbochum – Paschenberg – Über den Knöchel (Herten , 150 m) – Herten Mitte (Herten , 500 m) – Herten Rathaus (Herten , 300 m) – Herten-Süd – Bergbau Ewald 1/2 – Hertener Mark Tennisplatz – Wanne Waldfriedhof (– Hertener Mark Hohewardstraße) (einzelne Fahrten im Berufsverkehr) – Mondpalast – Wanne-Eickel Hbf | 30 min                                                  |
| SB49  | Gelsenkirchen-Buer Rathaus – Gelsenkirchen-Resse – Herten Rathaus (Herten , 300 m) – Herten Mitte (Herten , 500 m) –Disteln Josefstr. – Hochlar – Viehtor – Recklinghausen Hbf | 30 min                                                  |
| 210   | RE-Röllinghausen – König Ludwig – Recklinghausen-Süd – Grullbad Hochstr. – RE-Süd Bf – Hochlarmark – RE-Neue Horizonte – Hertener Mark Industriegebiet – Herten-Süd – Herten Rathaus (Herten , 300 m) – Herten Mitte (Herten , 500 m) | 30 min                                                  |
| 211   | Herten Mitte (Herten , 500 m) – Herten Rathaus (Herten , 300 m) – Westerholt – Westerholt Bf (– Herten-Bertlich) (zeitweise) – Gelsenkirchen-Hassel – Gelsenkirchen-Buer Rathaus | 30 min                                                  |
| 212   | Herten Mitte (Herten , 500 m) – Herten Rathaus (Herten , 300 m) – Westerholt – Westerholt Bf – Herten-Bertlich – GE-Hassel Bf – Gelsenkirchen-Hassel – Gelsenkirchen-Buer Nord Bf – Gelsenkirchen-Buer Rathaus | 30 min                                                  |
| 214   | RE Nordcharweg – Nordviertel – Recklinghausen Hbf – Lohtor – Westviertel – Herten-Scherlebeck – Disteln – Herten Mitte (Herten , 500 m) | 60 min (Recklingh.–Scherleb.) 30 min (Scherleb.–Herten) |
| 224   | Recklinghausen Letterhausstraße – Ostviertel – Recklinghausen Hbf – Viehtor – Westviertel – Herten-Scherlebeck – Disteln – Herten Mitte (Herten , 500 m) | 30 min                                                  |
| 234   | Herten Mitte (Herten , 500 m) – Herten Rathaus (Herten , 300 m) – Herten-Süd – Hertener Mark Industriegebiet – RE-Neue Horizonte – Hochlarmark Salentinstr. – Recklinghausen-Süd – Grullbad – König Ludwig Overbergstr. – Röllinghausen Marderweg – Suderwich – Essel – Groß-Erkenschwick – Oer-Erkenschwick Berliner Platz | 30 min                                                  |
| 243   | Gelsenkirchen-Buer Rathaus – Gelsenkirchen-Buer Nord Bf – Gelsenkirchen-Hassel / (GE-Hassel Friedhof – GE-Hassel Bf ) (zeitweise) – Herten-Bertlich – Westerholt – Langenbochum Bergwerk Schlägel und Eisen – Paschenberg – Über den Knöchel (Herten , 150 m) – Herten Mitte (Herten , 500 m) | 60 min (Buer–Bertlich) 30 min (Bertlich–Herten)         |
| 245   | Herten Mitte (Herten , 500 m) – Herten Rathaus (Herten , 300 m) – Waldfriedhof – Disteln – Langenbochum Hofstraße | 60 min                                                  |
| 246   | Herten-Scherlebeck (nur abends) / Buschstr. – Langenbochum – Paschenberg – Über den Knöchel (Herten , 150 m) – Herten Mitte (Herten , 500 m) | 30 min                                                  |
| 249   | Gelsenkirchen-Buer Rathaus – Gelsenkirchen-Resse – Herten Rathaus (Herten , 300 m) – Herten Mitte (Herten , 500 m) – Disteln Josefstr. – Hochlar – Westviertel Moltkestr. – Paulusviertel Paulusstr. – Viehtor – Recklinghausen Hbf | 30 min (Buer–Herten) 15 min (Herten–Recklingh.)         |
| NE2   | Bottrop ZOB Berliner Platz – Bottrop-Eigen – Ellinghorst – Gladbeck Goetheplatz – Gladbeck Ost Bf – Gelsenkirchen-Scholven – Bülse – Gelsenkirchen-Buer Rathaus – Gelsenkirchen-Resse – Herten Rathaus (Herten , 300 m) – Herten Mitte (Herten , 500 m) – Disteln Josefstr. – Hochlar – Westviertel Moltkestr. – Paulusviertel Paulusstr. – Viehtor – Recklinghausen Hbf NachtExpress: In den Nächten von Freitag auf Samstag, Samstag auf Sonntag und vor Feiertagen | 60 min                                                  |
| NE7   | Herten Mitte – Herten-Süd – Bergbau Ewald 1/2 – Hertener Mark Tennisplatz – Wanne Waldfriedhof – Mondpalast – Wanne-Eickel Hbf NachtExpress: In den Nächten von Freitag auf Samstag, Samstag auf Sonntag und vor Feiertagen | 60 min                                                  |
| NE9   | Gelsenkirchen-Buer Rathaus – Gelsenkirchen-Buer Nord Bf – Gelsenkirchen-Hassel – GE-Hassel Bf – Herten-Bertlich – Westerholt – Langenbochum – Scherlebeck – Disteln – Herten Mitte (Herten , 500 m) NachtExpress: In den Nächten von Freitag auf Samstag, Samstag auf Sonntag und vor Feiertagen | 60 min                                                  |

## Galerie
Während die meisten Stadtteile nur 0 (Paschenberg) bis 5 (Scherlebeck) an denkmalgeschützten Gebäuden aufweisen, sind es in Mitte immerhin 9. Allerdings hat die im Kern ältere und fast komplett erhaltene ehemalige Freiheit Westerholt ein Vielfaches davon.
Folgende Bauwerke sind, neben Schloss und Kirche, denkmalgeschützt:

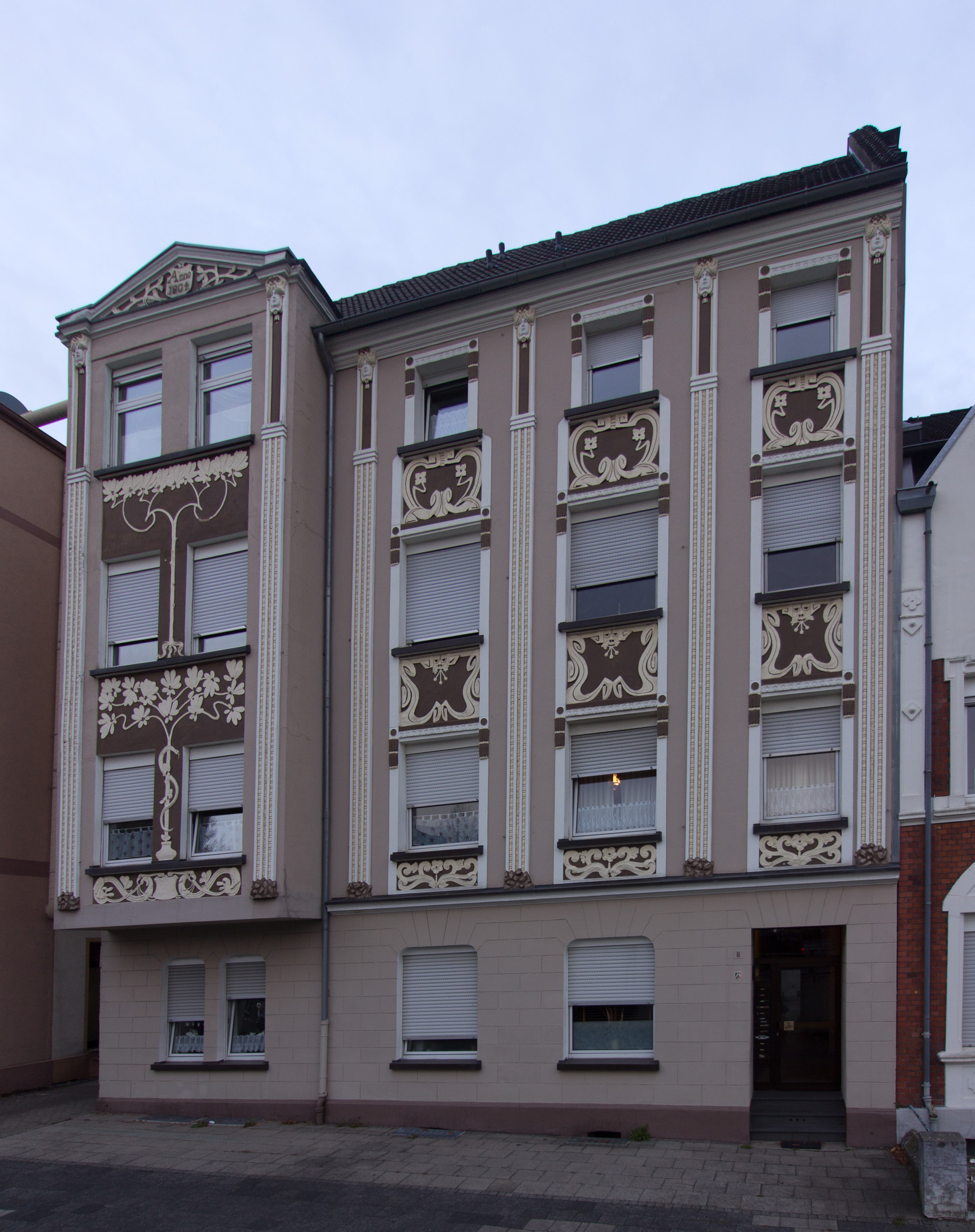
Wohngebäude, Am Wilhelmspl. 8
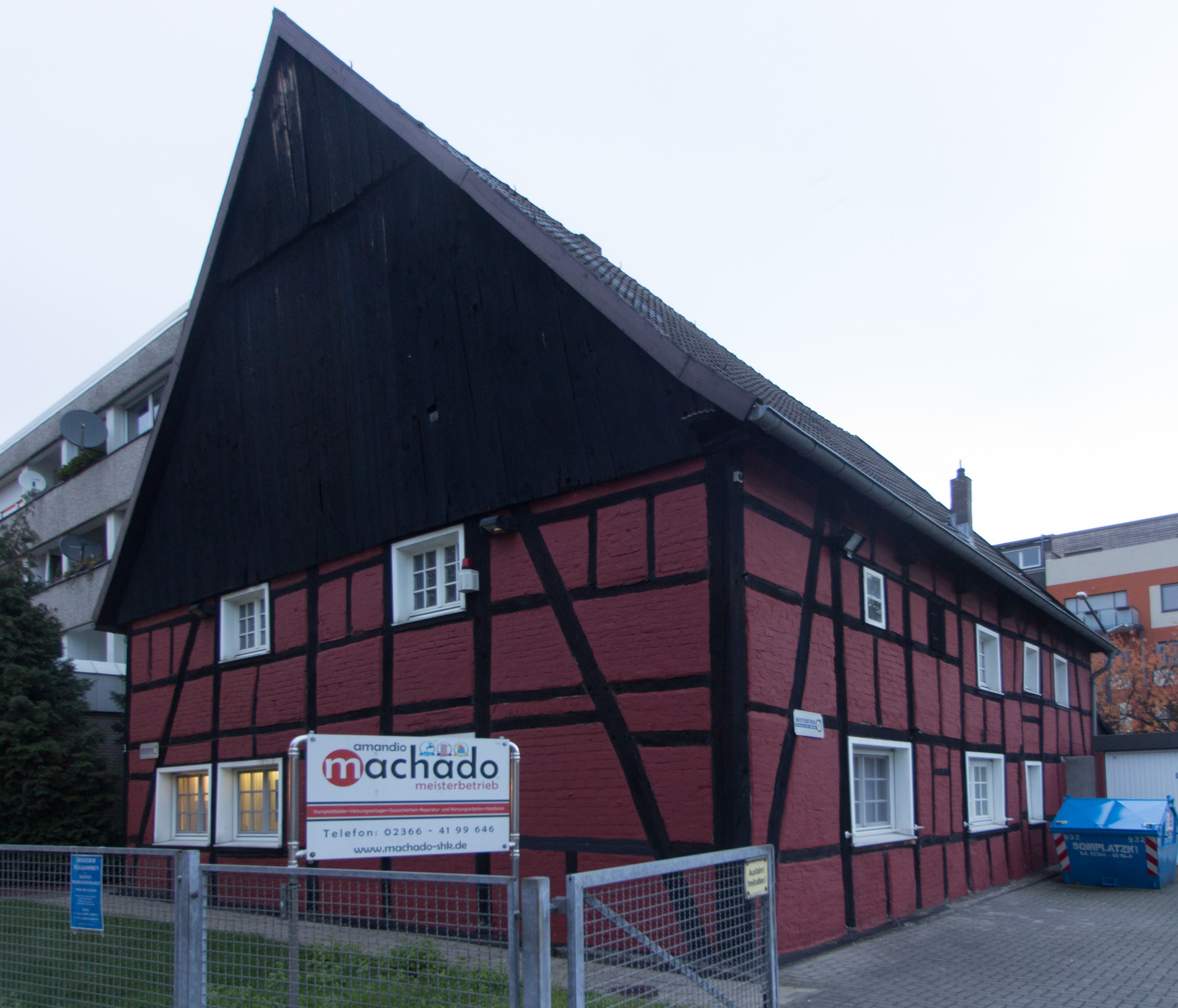
Fachwerkgebäude, Am Wittkamp 3
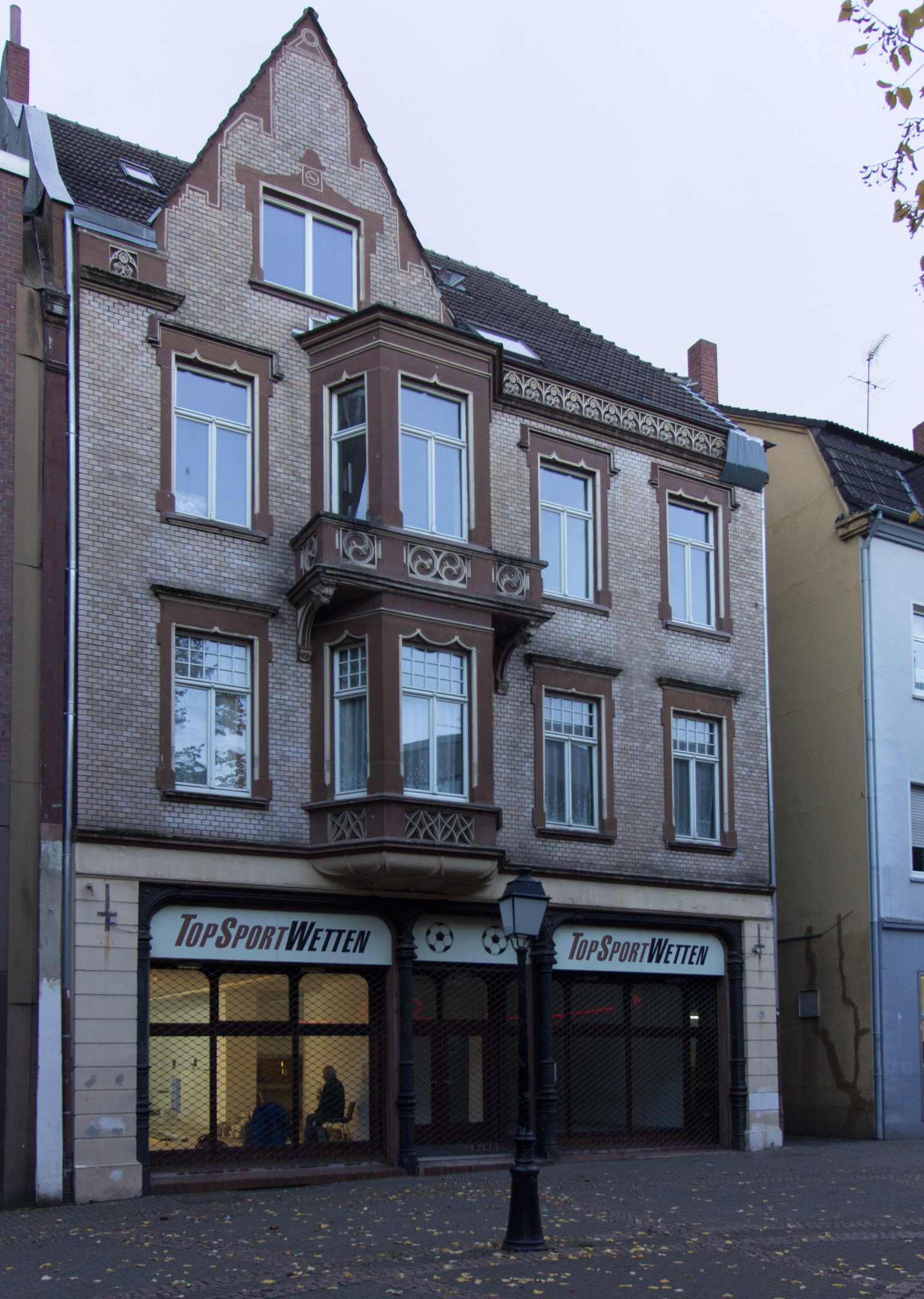
Geschäfts- u. Wohngebäude, Ewaldstr. 26
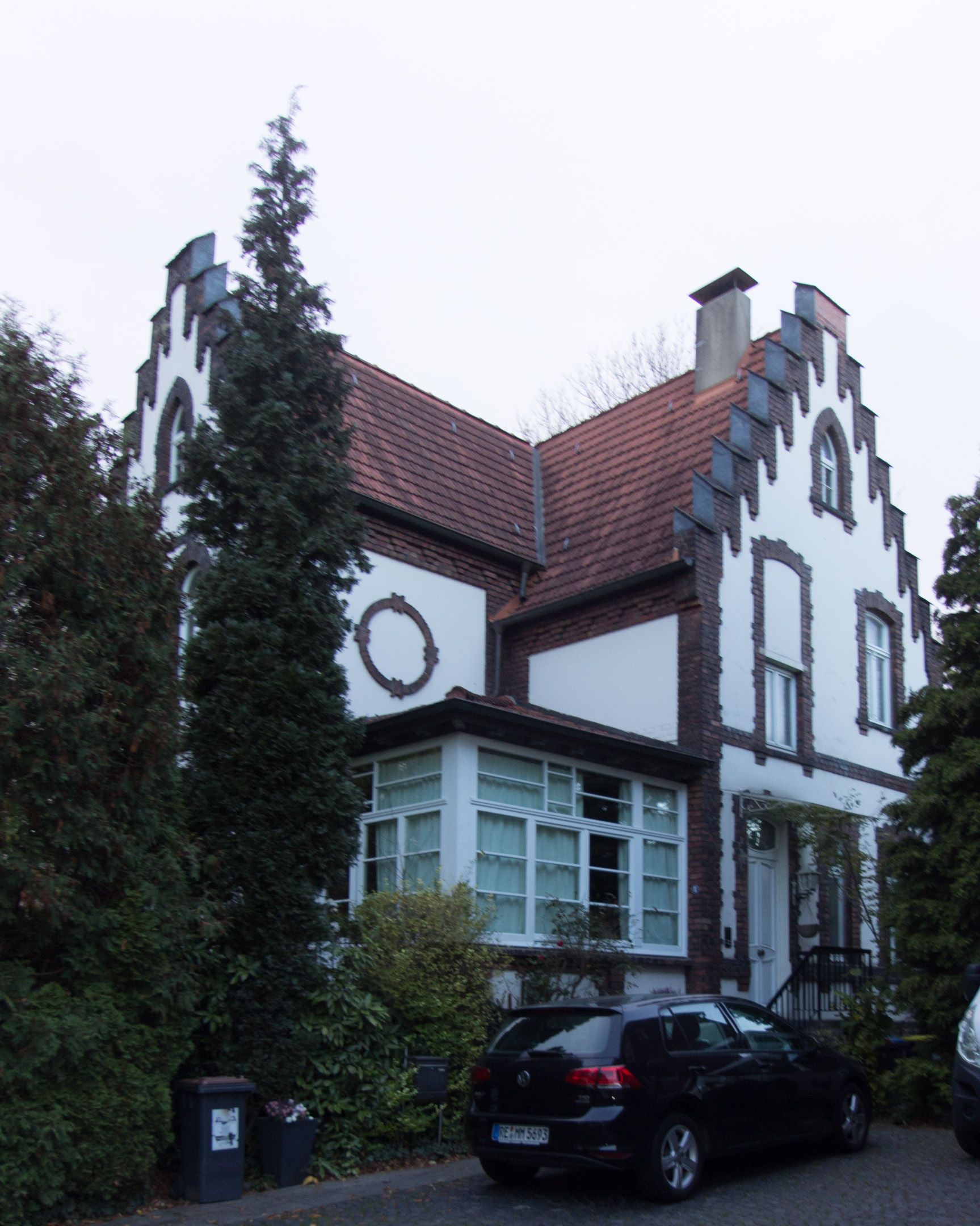
Wohngebäude, In der Feige 8
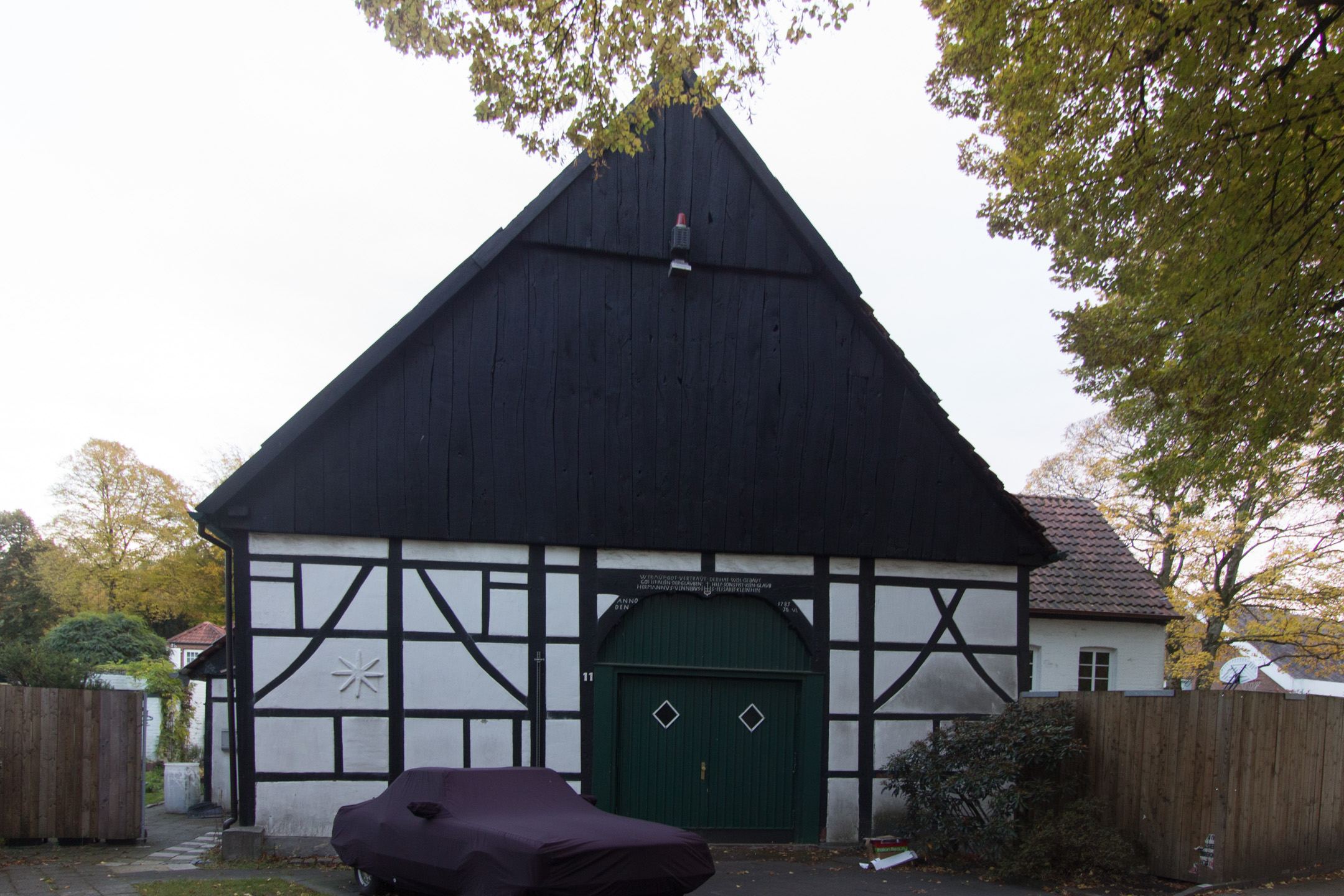
Fachwerkhaus, In der Feige 11
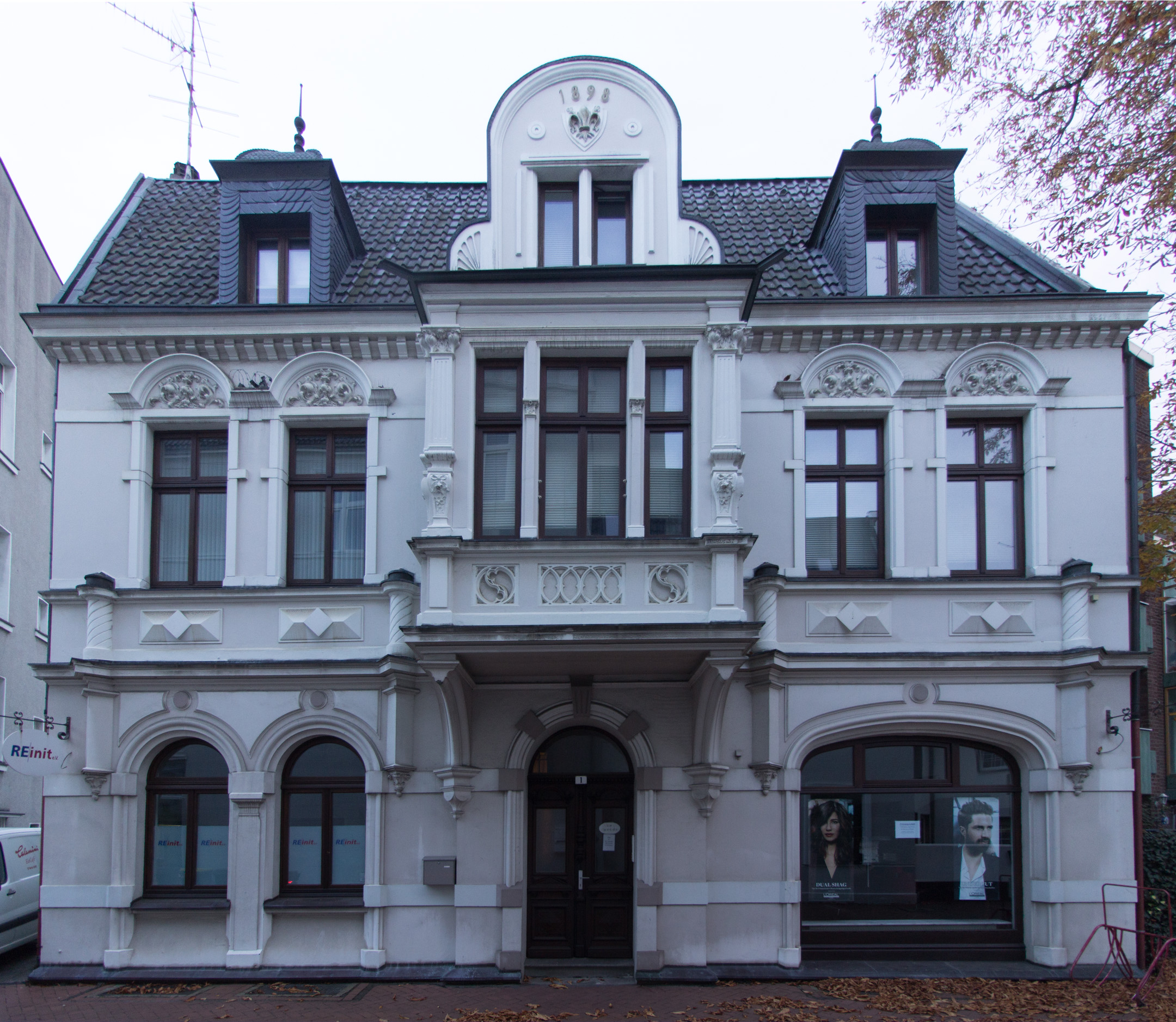
Wohngebäude, Pastoratsweg 1
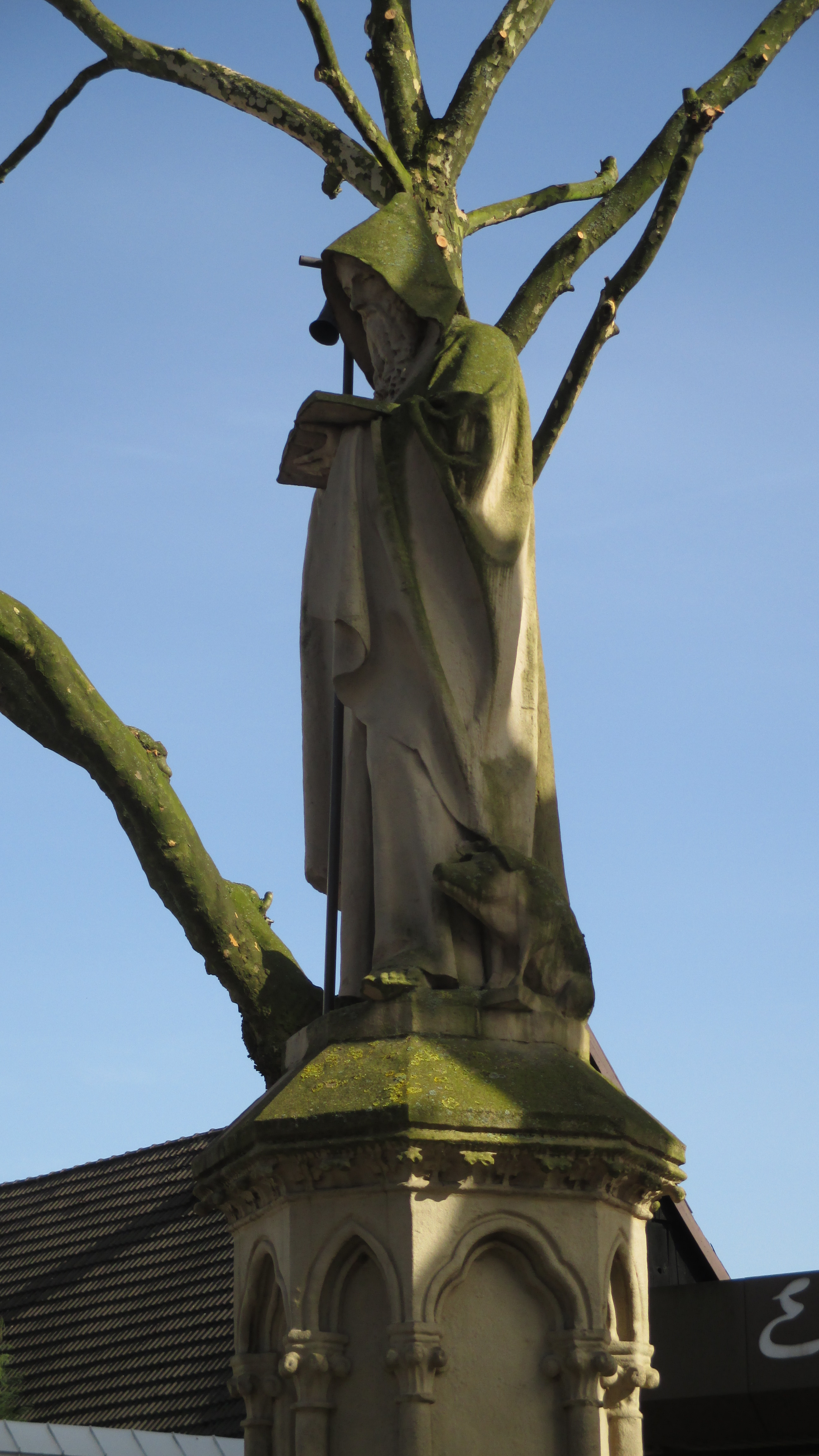
Denkmalfigur (St. Antonius), Antoniusstr. / Am Wittkamp